# 用地買収
用地買収（ようちばいしゅう）あるいは用地取得（ようちしゅとく）とは、道路、河川改修、砂防設備、鉄道、電気、ガス、水道などの公共事業のために、起業者が土地を買い取ること。事業のために必要となる土地のことを事業用地という。
なお、民法上の手段（任意買収）だけではその事業の目的を達成するのが困難な場合に、法令上の一連の手続きを経て土地の権利者の意思にかかわらずその土地を強制的に買収することを土地収用という。

## 概要
公共事業は、公共の利益となる一方で、事業用地の取得が必要となる場合が多い。このような場合、起業者（国、地方公共団体などの公共事業施行者）は、原則として、任意による売買契約により土地を取得することになる。
事業用地の取得に伴う損失に対しては、日本においては、「公共用地の取得に伴う損失補償基準要綱」により、土地対価、建物・工作物・立木等の移転費用、その他通常生ずる損失などについて、正当な補償を行うこととされている。この補償金額は、損失補償基準等の客観的なルールに基づき算定されることから、権利者が当該補償金額に不満をもったとしても、交渉により増額等が認められるものではなく、補償内容について十分説明を尽くし理解を求めることになる。
しかしながら、任意による取得には権利者の同意が必要であるため、権利者が同意しない場合には、土地を取得できず事業が進まない。そこで、公共事業のために土地を取得しなければならない場合には、土地収用法に基づき、権利者の意思にかかわらず、その土地を取得させる土地収用の制度が設けられている。この場合にも、収用によって権利者が受ける損失は、起業者が正当な補償を行わなければならない。
公共用地の取得に伴う損失補償については「用地補償」を、公共用地の取得に伴う公共施設に対する補償については「公共補償」を、公共事業の施行に伴う損失補償については「事業損失補償」を参照。

## 用地買収のプロセス
用地買収における一般的なプロセスは以下のとおり。
- 事業計画
- 事業計画の説明会
- 用地幅杭の打設
- 土地の測量および建物・工作物・立木等の調査
- 補償金額の算定
- 補償の説明（用地交渉ともいう）

起業者の用地職員が、土地の権利者の意思を聞きながら、補償金の妥当性の説明、転居等の計画について助力や説得をする。この過程で、用地職員と権利者との間に信頼関係を成立させることが、契約に向けて極めて重要である。
- 土地売買契約
- 土地の引渡し、分筆登記、所有権移転登記
- 補償金の支払い

## 課税の特例
日本においては、公共事業のために権利者が土地の譲渡をした場合には、租税特別措置法等に基づき、一定の条件のもとで、その譲渡所得に対する所得税（権利者が法人の場合は法人税）について、5000万円特別控除などの税の優遇措置を受けることができる。